# 東北労働金庫
東北労働金庫（とうほくろうどうきんこ、略称：東北労金（とうほくろうきん）、英語：Tohoku Labor Bank）は、宮城県仙台市青葉区に本店を置き、労働金庫法に基づいて営利を目的とせず運営している協同組織の福祉金融機関である。

## 概要
2003年10月1日、労働組合の組織率低下や他金融機関との競争激化が進み、経営環境が厳しさを増す中、業界団体である全国労働金庫協会が、各都道府県に存立していた労働金庫を広域合併によって集約する方針を定めたことに従い、東北地方6県に存立した労働金庫（青森県労働金庫・秋田県労働金庫・岩手労働金庫・宮城労働金庫・山形県労働金庫・福島県労働金庫）が統合・合併して東北労働金庫として発足した。存続金庫は「宮城労働金庫」である。また、このブロック単位の再編は暫定的なもので、2010年度のまでの早い段階で「日本労働金庫」（仮称）として全国統合するともしていた。
東北労金発足に伴い、存続庫の旧宮城労金以外の旧労金の県庁所在地に置かれていた本店営業部は、所在地都市名の支店名となり、本店入居ビル内設置の宮城県本部を含め、各県単位の本部が設置された。
2017年1月から個人型確定拠出年金（iDeCo（イデコ））が原則として誰でも加入できるようになるため、2015年の夏から公務員に身近な金融機関として知られる労働金庫は地方公務員の組合執行部に接触し、制度をアピールしていたと報じられている。
また2017年3月までに、中国労働金庫に続いて全国で2例目となる、法人（関連会社である東北労金サービス）に店舗を受託させる代理店を2店舗開業。合理化も進めた。

## 沿革
- 1951年（昭和26年）
  - 福島県労働金庫設立。
  - 宮城労働金庫設立。
- 1952年（昭和27年）
  - 秋田県労働金庫設立。
  - 岩手労働金庫設立。
  - 山形県労働金庫設立。
- 1953年（昭和28年） - 青森県労働金庫を設立。
- 1979年（昭和54年） - 労金東北事務センター稼働。
- 1985年（昭和60年） - 全国労働金庫ネットワークサービス（ROCS）稼働。
- 1990年（平成2年） - MICS稼働。
- 1992年（平成4年） - 全国統一オンラインに加入。
- 1993年（平成5年） - 旧青森ろうきん創立40周年記念事業として「ろうきん1億円基金」を創設。
- 1995年（平成7年） - 旧青森県労働金庫があすなろNETを開始。
- 1999年（平成11年） - 郵便貯金提携開始。
- 2001年（平成13年） - インターネットバンキング開始。
- 2003年（平成15年）10月1日 - 東北6労働金庫が合併し、「東北労働金庫」を設立。
- 2004年（平成16年） 
  - Pay-easy開始。
  - セブン銀行との片方向接続開始。
- 2007年（平成19年） 
  - 東北労働金庫インターネット東北支店を開設。
  - 東北6県各地域のNPO支援センターと協働して社会貢献プログラムを導入。
- 2008年（平成20年）9月22日 - イオン銀行との接続を開始。
- 2011年（平成23年） 
  - 福島西支店を福島支店に、秋田駅前支店を秋田支店に、山形南支店を山形支店にそれぞれ統合。青森東支店を青森支店を母店とする有人出張所へ降格（青森東支店の口座勘定は、青森支店に統合）。
  - 4月27日 - 富岡支店を平支店内にブランチインブランチ化。
  - 11月7日 - 江刺支店を水沢支店に統合し、同時に水沢支店を奥州支店に改称。
- 2012年（平成24年） 4月9日 - 多賀城支店を塩釜支店に統合のうえ、塩釜支店を新塩釜支店に移転・改称。
- 2014年（平成26年）5月7日 - 福島県本部と福島支店及びローンセンター福島を、近隣に新築した複合施設であるラコパふくしま内に移転。
- 2015年（平成27年）6月16日 - 日本生活協同組合連合会（日本生協連）と全国労働金庫協会（労金協会）が「緊急災害対策等に係る相互連携協定」を締結[5]。
- 2016年（平成28年）
  - 3月28日 - 労働金庫連合会を経由する形式で、イーネット及びローソンATMとの接続を開始。加えて、ビューアルッテとの接続も開始。
  - 11月28日 - 青森東出張所を廃止。青森東出張所に併設されているローンセンター青森も青森支店所在地に移転。廃店と前後して、青森東出張所近隣の3か所に店舗外ATMを順次設置。
- 2017年（平成29年）
  - 2月20日 - 田島支店を東北労金サービスが代理店運営を行う、南会津代理店に移行。口座勘定は、若松支店に統合。
  - 3月21日 - 小国支店を東北労金サービスが代理店運営を行う、小国代理店に移行。口座勘定は、長井支店に統合。
- 2018年（平成30年）
  - 2月26日 - 秋田県内の店舗再配置の第1陣として、大曲支店を大仙市大曲金谷町から同市大曲通町に新築移転[6]。
  - 3月12日 - 角館支店を大曲支店に継承させ、廃店[7]。
  - 5月7日 - 大館支店を新築移転[8]。
  - 5月14日 - 鷹巣支店、鹿角支店を大館支店に継承させ、廃店[9][10]。
- 2020年（令和2年）
  - 1月1日 - 本店営業部虹の丘代理店の委託先を東北労金サービスに移行。

## ATM相互提携

### イオン銀行ATM・イーネット・ローソン銀行ATM
2008年9月22日、イオン銀行との相互接続を開始した。さらに、2016年3月28日にはイーネット及びローソンATM（後にローソン銀行に移行）についても接続を開始した。この接続は東北労金がそれぞれのATMに直接接続している形ではなく、労働金庫連合会本店を経由する扱いでの接続となっている。

## ギャラリー

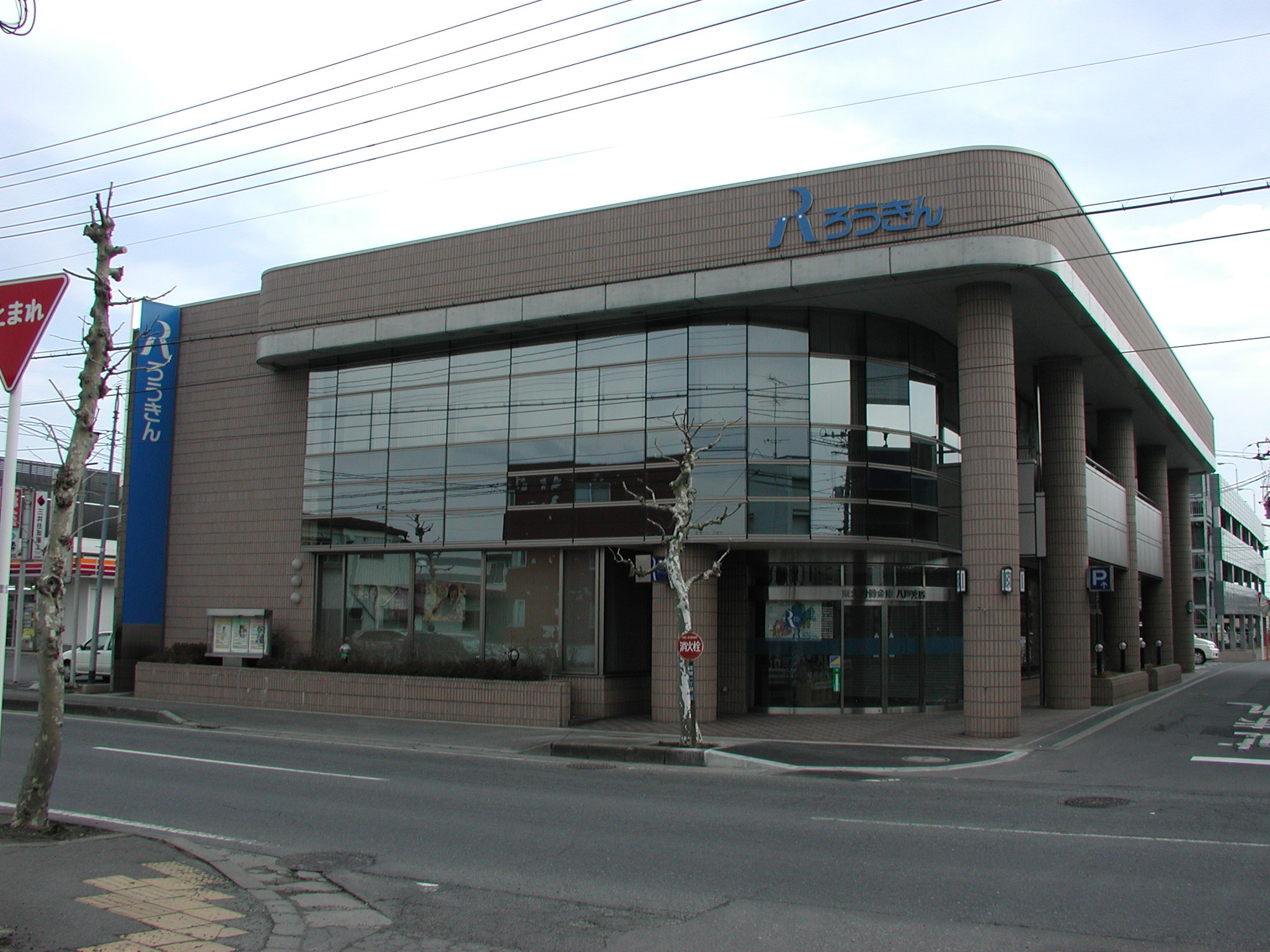
八戸支店
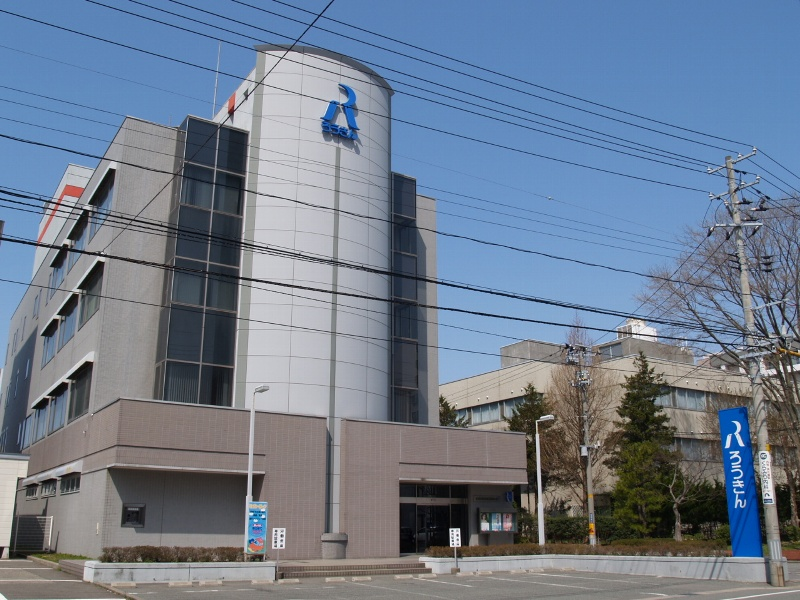
秋田支店・秋田県本部